# Arthur Larrue
Arthur Larrue est un écrivain français, né en 1984 à Paris.

## Biographie
Arthur Larrue enseigne pendant quatre ans la littérature française à l'université Herzen de Saint-Pétersbourg ; cependant, il est contraint de quitter son poste en 2013 à la suite de la publication de Partir en guerre,. Ce premier roman témoigne de sa vie clandestine avec le groupe d'artistes dissidents Voïna,,. Une traduction allemande du roman parait l'année suivante, aux éditions Wagenbach.
En 2014, il publie et préface une traduction du Nez de Nicolas Gogol. 
En 2019, à travers un détournement des codes du genre policier, le roman Orlov la nuit évoque le crash de la Malaysia Airlines en Ukraine ainsi que l'œuvre du théoricien russe Nikolaï Orlov. 
Le roman La diagonale Alekhine raconte les sept dernières années de la vie d'Alekhine, qui fut champion du monde d'échecs de 1927 à 1935, et de 1937 à sa mort mystérieuse, en 1946. Gilles Pudlowski publie une critique élogieuse du roman. Il y affirme : "On serait en septembre, peu importe l’année, on parlerait de favori pour le Goncourt." La revue francophone Europe Échecs considère que le roman marque l'entrée d'Alekhine et de ses contemporains en littérature. Son rédacteur en chef, Georges Bertola, parle d'une « fiction à lire absolument ». Dans Les Échos, Alexandre Fillon évoque lui "un roman fascinant, fait de ruptures de style et de rythme", qui témoigne d'une "nouvelle réussite d'un écrivain singulier". Il est traduit en italien, en castillan, en catalan, en portugais, en grec et en arabe.
L'œuvre d'Arthur Larrue comprend également un certain nombre de nouvelles parues dans des recueils ou des revues. 'La nouvelle « Kolossoff » parait dans la revue Feuilleton, elle consiste en un portrait détourné du pianiste Grigory Sokolov.Les nouvelles « Amen » et « Plus immoral que Richard Wagner et Jack l'éventreur » paraissent dans La Nouvelle Revue française, elles présentent respectivement des aspects de la vie du poète Daniil Harms et du joueur d'échecs Alexandre Alekhine. Dans le numéro de juillet 2021 du magazine Vanity Fair parait la nouvelle Saint-Tropez (surface vacante). En octobre 2021, la nouvelle autobiographique Lactose (Double magazine n°42) évoque la période ayant précédé l'écriture du roman Partir en Guerre. L'éditeur allemand Wagenbach Verlag intègre la nouvelle "La troisième dimension du septième étage" à sa sélection de textes courts issus de la jeune littérature francophone (Junge französische Liebesgeschichten). La Nouvelle Revue française publie la suite de la nouvelle Amen. Le texte s'intitule Amour livre. Il met en scène la même traductrice de Daniil Harms que dans le premier épisode : Esther. Pour gagner sa vie, Esther travaille comme standardiste dans un restaurant gastronomique parisien mais elle entretient aussi une relation sentimentale et fantasmée avec Harms. Dans AOC, la nouvelle "Le Drop-out" dresse un portrait des « cadres émancipés », souvent de nationalité française, s'étant récemment installés à Lisbonne et prospérant dans l'investissement immobilier. Toujours dans AOC, s'inspirant de la vie du poète satyrique portugais Gregorio de Matos e Guerra, à travers un échange entre deux jeunes jésuites du Brésil colonial, il publie la nouvelle "Bouche d'enfer". 
Pour les 80 ans de la Série noire et en hommage à Jean-Patrick Manchette, il publie "Pour une littérature de compensation". 
Lors de l'invasion de l'Ukraine par la Russie en 2022, il analyse dans une tribune intitulée "La Russie n'est pas un pays, ni même un empire, mais une emprise" parue dans Le Monde la relation d'assujettissement des citoyens russes à leurs gouvernants. Dans AOC, après sept mois de conflit, il remarque les effets délétères de la guerre sur la culture russe et la façon dont celle-ci est appréhendée.   

## Œuvres

### Romans
- Partir en guerre, Paris, Allia, 2014[15],[1],[2],[4].
- Orlov la nuit, Paris, Gallimard, collection blanche, 2019[7],[16],[17],[18].
- La diagonale Alekhine, Paris, Gallimard, collection blanche, 2021

### Nouvelles
- « Kolossov », dans la revue Feuilleton, Paris, éd. du Sous-sol, 2013.
- « La Troisième dimension du septième étage », illustrations de Xavier Almeida, 2018.
- « Plus immoral que Richard Wagner et Jack l'éventreur », dans La Nouvelle Revue française n°639 (Gallimard)[19]
- « Amen », dans La Nouvelle Revue française, n° 642 (Gallimard)[20]
- « Saint-Tropez (surface vacante)», dans Vanity Fair (juillet 2021)
- « Lactose », dans Double magazine (octobre 2021)
- « Amour livre », dans La Nouvelle Revue française n°652 (janvier 2022)
- « Le Drop-out », dans AOC (février 2022)
- « Je suis perdu sans toi » dans BIG Marseille (juillet 2023)
- « Bouche d'enfer » dans AOC (décembre 2023)

### Traductions
- Nicolas Gogol, Le Nez, traduction Arthur Larrue, Paris, Allia, 2014 (réédition en 2018 et 2024).